# Manokwari
Manokwari è una città dell'Indonesia, posta sulla costa nord occidentale della grande isola di Nuova Guinea, detta Irian Jaya in lingua locale. È il capoluogo della Provincia di Papua Occidentale ed ha una popolazione di circa 100.000 abitanti (2010).